# On Top
«On Top» — пятый студийный альбом американского певца Карла Перкинса, вышедший в 1969 году.

## Обзор
Относительный успех диска (42-е место в хит-параде категории «кантри») и позитивное отношение критиков были вызваны новаторским подходом к записи: это был гибрид рока, кантри и соула. Альбом был записан в течение лета 1969 года. Схожее сочетание кантри и соула уже было с успехом использовано Элвисом Пресли в своих новых записях 1969 года. Альбом «Carl Perkins on Top» включает новые композиции и старые ритм-н-блюзы и рок-н-роллы («Baby, What You Want Me to Do?», «Brown Eyed Handsome Man», «C.C. Rider»). Также в альбом вошла песня «Champaign, Illinois», написанная Перкинсом вместе с Бобом Диланом.
В 1972 году альбом был переиздан на лейбле Harmony Records под названием «Brown Eyed Handsome Man» с несколько другим списком песен.

## Список композиций
1. Superfool
2. I’m Gonna Set My Foot Down
3. A Lion in the Jungle
4. Baby, What You Want Me to Do?
5. Soul Beat
6. Riverboat Annie
7. Champaign, Illinois
8. Power of My Soul
9. Brown Eyed Handsome Man
10. C.C. Rider

## Альбомные синглы
- C.C. Rider / Soul Beat (1969)